# His
His ist eine französische Gemeinde mit 236 Einwohnern (Stand 1. Januar 2022) im Département Haute-Garonne in der Region Okzitanien (zuvor Midi-Pyrénées). Die Einwohner werden als Hissois bezeichnet.

## Lage
Umgeben wird His von den sechs Nachbargemeinden: 
| Mane                   | Touille                                     |                     |
| Montgaillard-de-Salies | Kompassrose, die auf Nachbargemeinden zeigt | La Bastide-du-Salat |
|                        | Saleich                                     | Castagnède          |

## Bevölkerungsentwicklung
| Jahr                      | 1962 | 1968 | 1975 | 1982 | 1990 | 1999 | 2005 | 2010 | 2016 |
| ------------------------- | ---- | ---- | ---- | ---- | ---- | ---- | ---- | ---- | ---- |
| Einwohner                 | 216  | 238  | 203  | 210  | 192  | 178  | 207  | 232  | 222  |
| Quelle: Cassini und INSEE |      |      |      |      |      |      |      |      |      |

## Sehenswürdigkeiten
- Schloss
- Kirche Saint-Jean-Baptiste, erbaut 1870